# Der weiße Gefangene. Die geheime Geschichte von Galabin Boewski
Der weiße Gefangene (voller Titel: Der weiße Gefangene. Die geheime Geschichte von Galabin Boewski, bulgarisch Белият затворник. Тайната история на Гълъбин Боевски) ist eine Biografie von Galabin Boewski. Sie erschien am 21. Dezember 2013 im Verlagshaus der Tageszeitung Trud.
Das Buch wurde von dem Journalisten Ognian Georgiew verfasst, der als Sportredakteur bei der Tageszeitung Bulgaria Dnes arbeitet. Das Buch beleuchtet die gesamte Karriere des bulgarischen Gewichthebers Galabin Boewski, sowie seine Verhaftung wegen Kokainschmuggels, die Verurteilung und Haft in Brasilien und die spätere Freilassung.

## Synopsis
Am 27. Oktober 2011 wurde Boewski in São Paulo (Brasilien) bei dem Versuch verhaftet, mit 9 Kilo Kokain ein Flugzeug nach Europa zu besteigen. Boewski beabsichtigte, das Rauschgift nach Europa zu schmuggeln, anschließend wurde er zu 9 Jahren Haft verurteilt. Im Oktober 2013 wurde er überraschend freigelassen und kam nach Bulgarien zurück, nachdem er lediglich 2 Jahre verbüßt hatte.